# فاطمة المزروعي
فاطمة سلطان المزروعي كاتبة قصص قصيرة وشاعرة إمارتية، وُلدت في أبو ظبي في 6 يونيو 1985.

## حياتها ومشوارها
بدأت الكتابة في عمر السابعة عشر. حصلت على الليسانس في التاريخ والآثار من جامعة الإمارات عام 2004، تخصص علوم سياسية. تكتب في مجالات الشعر والقصة والرواية والمسرح والسيناريو والمقالة. تنشر في العديد من المواقع الإلكترونية وقد نُشر لها الكثير من الكتابات في جرائد ومجلات محلية وخليجية  كتبت الديوان الشعري بلا عزاء، الذي صدر عن مشروع «قلم» في هيئة أبو ظبي للثقافة والتراث.
وكتبت به ثلاثة وعشرين قصيدة به، تحدثت من خلالها عن مشاعر تسكنها مليئة بالوحدة والكآبة  فازت بـ 17 جائزة في مختلف الأجناس الأدبية، أبرزها جائزة الشيخة شمسة بنت سهيل في مجال الأدب والإعلام والثقافة عام 2013، وهي تشغل حاليًا منصب رئيس قسم الأرشيفات التاريخية، في الأرشيف الوطني بأبو ظبي.

## مؤلفاتها[6]
- المجموعة القصصية ليلة العيد، نشرتها دائرة الثقافة عام 2003.
- المجموعة القصصية وجه أرملة فاتنة، نشرتها هيئة التراث والثقافة عن مشروع قلم عام 2008.
- ترجمة وجه أرملة فاتنة إلى اللغة لألمانية والأوردو، وهي صادرة عن هيئة التراث والثقافة عن مشروع قلم أبو ظبي عام 2008.
- رواية زاوية حادة، نشرتها دار العين للنشر والتوزيع بمصر عام 2009.
- ترجمة رواية زاوية حادة إلى الإنجليزية، عن دار محاكاة السورية للنشر والتوزيع عام 2010.
- ديوان بلا عزاء، نشرته هيئة التراث والثقافة عن مشروع قلم عام 2010.
- ترجمة ديوان بلا عزاء إلى الألمانية، عن هيئة الثقافة والتراث بأبو ظبي عام 2011.

## الجوائز

شهادة شكر وتقدير من مؤسسة زايد العليا عام 2016

### 2001
- جائزة أندية الفتيات بالشارقة، الجائزة التشجيعية في الأدب للكاتبة الإماراتية عن مجموعة «ليلة العيد».

### 2004
- المركز الثاني في القصة القصيرة جائزة المرأة الإماراتية في الآداب والفنون عن مجموعة قرية قديمة فيجبل".
- الجائزة التشجيعية في مسابقة غانم غباش عن قصة «أنفاس متعبة».

### 2004 – 2005
- المركز الثالث على مستوى مدارس الحلقة الثانية ضمن مسابقة تحت شعار: وسيلتي مطيتي إلى العلا.

### 2007
- المركز الأول بمسابقة التأليف المسرحي- جمعية المسرحيين عن مسرحية «طين وزجاج».
- جائزة المرأة الإماراتية في الآداب والفنون عن المجموعة الشعرية «ليتني كنت وردة».

### 2009
- المركز الثاني بمسابقة التأليف المسرحي، دائرة الثقافة والإعلام، الشارقة عن مسرحية «حصة».
- المركز الثالث بمسابقة السيناريو، مهرجان الخليج، دبي عن سيناريو بعنوان «تفاحة نورة».
- الجائزة التشجيعية بمسابقة القصة القصيرة للأطفال، وزارة الثقافة والشباب وتنمية المجتمع، أبو ظبي عن مجموعة «ذاكرة الحكايا».

### 2010
- المركز الثاني في مسابقة القصة القصيرة للأطفال – وزارة الثقافة والشباب وتنمية المجتمع – مذكرات علبة صفيح قديمة.
- أفضل جائزة سيناريو لسيناريو كرووووك في مسابقة التأليف السيناريو في رابطة أديبات الشارقة.
- المركز الثالث في مسابقة السيناريو لسيناريو «الاختباء» في مهرجان أبوظبي الدولي السينمائي.

### 2012
- جائزة شمسة بنت سهيل للمبدعات في فرع الأدب والثقافة والاعلام
- جائزة لوفتسيال للمراة العربية في فرع الادب والثقافة
- المركز السادس في مسابقة التأليف المسرحي لمسرحية بقايا امرأة، دائرة الثقافة والإعلام.الشارقة.

### 2013
- جائزة العويس لأفضل ابداع روائي عن رواية كمائن العتمة